# Градоначальники Смоленска
На протяжении времён название должности главы города Смоленска менялось. Это были коменданты, городничие, бургомистры, городские головы, первые секретари горкома партии, председатели горисполкома, мэры, главы администраций, главы города.
Главой города Смоленск является Александр Александрович Новиков.
Ниже представлен список людей, управлявших городом Смоленск:

## Российская империя
Думу возглавлял городской голова. Из сохранившихся и дошедших до нас документов известно, что в разные периоды городскую думу возглавляли:

1856—1867 гг. — купец 2-й гильдии Текоцкий Василий Степанович;
1868—1871 гг. — купец 2-й гильдии Рубцов Карп Сергеевич;
1872—1876 гг. — коллежский секретарь Потемкин Дмитрий Николаевич;
1877—1890 гг. — коллежский асессор Энгельгардт Александр Платонович;
1890—1891 гг. — коллежский советник Лидов Петр Иванович;
1892 г. — купец 1-й гильдии Ланин Петр Федорович;
1893—1901 гг. — кандидат прав Возненко Николай Петрович;
1902—1905 гг. -действительный статский советник Воейков Орест Николаевич;
1905—1916 гг. — надворный советник Рачинский Борис Петрович.
С 1917 года власть в городе Смоленске была сосредоточена в руках уездно-городского Совета, с января 1921 года — городского Совета.

## РСФСР,СССР

### Председатели горисполкома (до 1990), горсовета (1990—1993)
| # | Фото | ФИО                                                    | В должности | В должности  | Название должности                                            |
| # | Фото | ФИО                                                    | Начало      | Окончание    | Название должности                                            |
| - | ---- | ------------------------------------------------------ | ----------- | ------------ | ------------------------------------------------------------- |
| № |      | Орлов, Алексей Иванович (род. 1 января 1937)           | 1971        | 1978         | Председатель Смоленского горисполкома                         |
| № |      | Анисимов, Владимир Иванович (1 мая 1948 — 23 мая 2006) | май 1990    | октябрь 1993 | Председатель Смоленского городского совета народных депутатов |

### Первые секретари горкома КПСС
| # | Фото | ФИО                                                    | В должности | В должности | Название должности                        |
| # | Фото | ФИО                                                    | Начало      | Окончание   | Название должности                        |
| - | ---- | ------------------------------------------------------ | ----------- | ----------- | ----------------------------------------- |
| № |      | Муравчик, Борис Николаевич (26 марта 1913—1998)        | 1961        | 1973        | первый секретарь Смоленского горкома КПСС |
| № |      | Анисимов, Владимир Иванович (1 мая 1948 — 23 мая 2006) | ноябрь 1987 | май 1990    | первый секретарь Смоленского горкома КПСС |

### Председатели горсовета (1918—1941 гг.)
На настоящее время установлены данные о председателях городского Совета исполнявших эти обязанности в послереволюционный период:
1918 г. — Пикель Р. В.
1919—1921 гг. — Вашкевич В. В.
1922 г. — Булашев Д.
1923 г. — Попов Григорий Саввич
1923—1924 гг. — Болдырев М. Ф.
1924—1926 гг. — Бобровский О. И.
1926—1928 гг. — Чадовский Иван Герасимович
1928—1929 гг. — Дубов С. Я.
1930 г. — Тхоржевский Антон Павлович
1930—1932 гг. — Шнуров Константин Нилович
1932—1936 гг. — Плюснин Александр Михайлович
1937 г. — Воробьев М. С.
1937 г. — Музольф
1937 г. — Мельников Роман Ефимович
1938—1939 гг. — Сергеев Николай Ильич
1939—1941 гг. — Вахтеров Александр Петрович.
Воссозданные после освобождения города Советы народных депутатов работали коллегиально.

## Российская Федерация

### Исполнительная власть
| #     | Фото | ФИО                                                              | В должности      | В должности                                          | Название должности |
| #     | Фото | ФИО                                                              | Начало           | Окончание                                            | Название должности |
| ----- | ---- | ---------------------------------------------------------------- | ---------------- | ---------------------------------------------------- | --- |
| 1     |      | Зысманов, Михаил Гаврилович (11 августа 1937 — 2 сентября 2012)  | 11 декабря 1991  | март 1997                                            | Мэр города Смоленска |
| 2     |      | Прохоров, Александр Дмитриевич (род. 22 апреля 1953)             | март 1997        | 17 мая 1998                                          | Глава администрации города Смоленска |
| 3     |      | Аверченков, Иван Александрович (22 января 1946 — 26 января 2003) | 29 мая 1998      | 26 января 2003                                       | Глава администрации города Смоленска |
| и. о. |      | Марченков Иван Иванович                                          | 26 января 2003   | 7 марта 2003                                         | И. о. главы администрации города Смоленска |
| 4     |      | Халецкий Владислав Николаевич (род. 28 сентября 1948)            | 7 марта 2003     | 3 марта 2009                                         | Глава администрации города Смоленска (с 7 марта 2003), Глава города Смоленска (с 9 декабря 2003) |
| 5     |      | Качановский, Эдуард Алексеевич (род. 13 сентября 1973)           | 3 марта 2009     | 26 февраля 2010 (де-факто), 9 сентября 2010 (де-юре) | Глава города Смоленска |
| 6     |      | Лазарев Константин Григорьевич (род. 1 августа 1966)             | 26 февраля 2010  | 20 сентября 2011 (де-факто), 2 ноября 2011 (де-юре)  | И. о. главы города Смоленска (с 26 февраля 2010 по 9 сентября 2010), Вр.и.п. главы администрации города Смоленска (с 9 сентября 2010 по 22 декабря 2010), Глава администрации города Смоленска (с 22 декабря 2010 по 2 ноября 2011) |
| и. о. |      | Маслаков Сергей Васильевич (род. 24 октября 1967)                | 20 сентября 2011 | 2 ноября 2011                                        | И. о. главы администрации города Смоленска |
| 7     |      | Алашеев, Николай Николаевич (род. 19 декабря 1967)               | 2 ноября 2011    | 30 сентября 2015                                     | Вр.и.п. главы администрации города Смоленска (с 2 ноября 2011 по 27 декабря 2011), Глава администрации города Смоленска (с 27 декабря 2011 по 30 сентября 2015)                                                                     |
| и. о. |      | Борисов Андрей Александрович (род. 15 марта 1967)                | 30 сентября 2015 | 10 ноября 2015                                       | И. о. главы администрации города Смоленска |
| 7     |      | Алашеев, Николай Николаевич (род. 19 декабря 1967)               | 10 ноября 2015   | 27 октября 2016                                      | Глава города Смоленска |
| и. о. |      | Платонов Дмитрий Львович (род. 8 декабря 1964)                   | 27 октября 2016  | 12 декабря 2016                                      | Исполняющий обязанности главы города Смоленска |
| 8     |      | Соваренко Владимир Александрович (род. 15 июля 1974)             | 12 декабря 2016  | 21 декабря 2018                                      | Глава города Смоленска |
| и. о. |      | Платонов Дмитрий Львович (род. 8 декабря 1964)                   | 21 декабря 2018  | 28 февраля 2019                                      | Исполняющий обязанности главы города Смоленска |
| и. о. |      | Гильденкова Ольга Сергеевна (род. 5 мая 1962)                    | 28 февраля 2019  | 22 марта 2019                                        | Исполняющий обязанности главы города Смоленска |
| 9     |      | Борисов Андрей Александрович (род. 15 марта 1967)                | 22 марта 2019    | 9 июня 2023                                          | Глава города Смоленска |
| 10    |      | Новиков Александр Александрович                                  | 9 июня 2023      |                                                      | Исполняющий обязанности главы города Смоленска с 9 июня по 24 июля 2023; глава города с 24 июля 2023 |

### Законодательная власть
| #     | Фото | ФИО                                                    | В должности     | В должности     | Название должности |
| #     | Фото | ФИО                                                    | Начало          | Окончание       | Название должности |
| ----- | ---- | ------------------------------------------------------ | --------------- | --------------- | --- |
| 1     |      | Вовченко, Виталий Владимирович (род. 14 января 1942)   | декабрь 1996    | 14 января 2005  | Председатель Смоленского городского Совета I и II созывов                                                                                           |
| 2     |      | Лебедев Сергей Александрович (род. 12 августа 1956)    | 14 января 2005  | 24 марта 2010   | Председатель Смоленского городского Совета III созыва                                                                                               |
| и. о. |      | Олейникова Валентина Михайловна (род. 30 декабря 1952) | 24 марта 2010   | 30 апреля 2010  | Временно исполняющий полномочия главы города Смоленска (председателя Смоленского городского Совета)                                                 |
| 3     |      | Данилюк, Александр Николаевич (род. 20 июня 1973)      | 30 апреля 2010  | 28 июня 2013    | Председатель Смоленского городского Совета IV созыва (с 30 апреля 2010 по 28 июня 2013), глава города Смоленска (с 9 сентября 2010 по 28 июня 2013) |
| и. о. |      | Левант Дмитрий Яковлевич (род. 30 декабря 1952)        | 28 июня 2013    | 9 августа 2013  | Временно исполняющий полномочия главы города Смоленска (председателя Смоленского городского Совета)                                                 |
| 4     |      | Павлов, Евгений Александрович (род. 20 сентября 1967)  | 9 августа 2013  | 10 ноября 2015  | Глава города Смоленска, Председатель Смоленского городского Совета IV созыва                                                                        |
| 5     |      | Сынкин Юрий Константинович (род. 14 февраля 1947)      | 12 ноября 2015  | 2 октября 2021  | Председатель Смоленского городского Совета V созыва                                                                                                 |
| 6     |      | Макарова Виктория Николаевна (род. 16 мая 1970)        | 2 октября 2021  | 22 октября 2021 | Председатель Смоленского городского Совета VI созыва                                                                                                |
| и. о. |      | Шумейко Николай Николаевич (род. 2 апреля 1983)        | 22 октября 2021 | 24 декабря 2021 | Временно исполняющий полномочия председателя Смоленского городского Совета VI созыва                                                                |
| 7     |      | Овсянкин Анатолий Васильевич (род. 2 июля 1962)        | 24 декабря 2021 | настоящее время | Председатель Смоленского городского Совета VI созыва                                                                                                |